# Западина Манджета
Западина Манджета (англ. Mandjet Chasma) — ущелина на поверхні Харона – супутнику Плутона. Завдовжки щонайменше 450 км і завширшки близько 30 км. Щонайбільша глибина – 7 км. Западину названо було МАСом 11 квітня 2018 року на честь човна єгипетського бога Ра «Манджет», яким той пересувався небом удень. 